# Apeadeiro de Vila Cova
O Apeadeiro de Vila Cova, originalmente denominado de Rebordões, foi uma gare ferroviária da Linha de Leixões, que servia a zona de Vila Cova, no município do Porto, em Portugal.

## História
Este apeadeiro situava-se no troço entre as Estações de Contumil e Leixões da Linha de Leixões, que abriu à exploração em 18 de Setembro de 1938.
Um despacho de 1 de Maio de 1940 da Direcção Geral de Caminhos de Ferro aprovou um projecto de aviso ao público, relativo ao encerramento do Apeadeiro de Triana e à abertura dos Apeadeiros de Rebordões, no quilómetro 3,734, e de Pedrouços da Maia. Ambos passaram a fazer serviço interno de passageiros, sem bagagens.